# Ermita de la Trinitat (la Pobla de Benifassà)
L'ermita de la Trinitat, coneguda també com a ermita de la Trinitat de Ballester i antigament com a ermita de Sant Antó es troba al municipi valencià de la Pobla de Benifassà (Baix Maestrat).
És un edifici religiós catòlic, actualment sense culte, que se situa en el paratge de les Vinyes, en una zona elevada uns 710 metres sobre el nivell del mar, i a uns tres quilòmetres del Monestir de Santa Maria.

## Història
L'ermita data de l'any 1853 i en l'actualitat està abandonada, la qual cosa va repercutir directament en el seu estat ruïnós. S'ha dut a terme una restauració sufragada pels mateixos veïns de la zona.

## Descripció
Es tracta d'un edifici amb planta de nau única amb un sol tram, donades les seues reduïdes dimensions. La fàbrica és de maçoneria amb reforços de carreu en les cantonades. La coberta es resol amb sostre a dos vessants i teula vermella. És un petit edifici de senzillesa extrema que com a únic adorn, en l'actualitat, presenta una espècie de diminut pinacle en el final de l'eix de simetria de la façana principal, on s'obre la porta d'accés. Es creu que la façana havia de comptar amb un retaule ceràmic col·locat sobre l'entrada que actualment ha desaparegut.
Està catalogada com Bé de rellevància local, amb la categoria de Monument d'interès local, i codi: 12.03.093-009; de manera genèrica i segons la Disposició Addicional Cinquena de la Llei 5/2007, de 9 de febrer, de la Generalitat, de modificació de la Llei 4/1998, d'11 de juny, del Patrimoni Cultural Valencià (DOCV Núm. 5.449 / 13/02/2007).